# Бегюно, Франсуа-Бартелеми
Граф Франсуа-Бартелеми Бегюно (фр. Francois-Barthelemy Beguinot; 22 января 1757, Париж — 26 сентября 1808, там же) — французский военачальник, дивизионный генерал (с 1799), политик, участник революционных и наполеоновских войн.

## Биография
После начала Великой Французской революции вступил на военную службу во революционную армию.
С августа 1792 года — капитан, с апреля 1793 года — шеф батальона, служил в Армии Восточных Пиренеев, с апреля 1794 года — шеф бригады, с 23 мая по 13 сентября 1794 года — комендант Бордо, 9 июня 1794 года стал бригадным генералом, в декабре 1794 года вновь назначен комендантом Бордо.
В июне 1795 года отправлен в запас, в марта 1796 года вернулся к активной службе, 25 июня 1796 года был назначен комендантом Турнэ. С февраля 1797 года служил в Самбро-Маасской армии, 17 сентября 1797 года назначен командующим 24-го военного округа, подавил мятежи в Галле, Ипре, Лувене и Антверпене. 5 февраля 1799 года получил чин дивизионного генерала, с 6 августа 1799 по 19 мая 1802 года — командующий 2-го военного округа.
В марте 1802 года избран депутатом Законодательного корпуса, член Охранительного сената.
19 мая 1803 года вышел в отставку, с августа 1807 года — сенатор. Проявил полную преданность Наполеону, который 23 мая 1808 г., пожаловал ему за несколько месяцев до смерти титул графа Империи.
Умер 26 сентября 1808 года в Париже, похоронен в Парижском Пантеоне.